# Grand Prix Formule 1 van Groot-Brittannië 2018
De Grand Prix Formule 1 van Groot-Brittannië 2018 werd gehouden op 8 juli op het Silverstone. Het was de tiende race van het kampioenschap.

## Vrije trainingen

### Uitslagen
- Er wordt enkel de top-5 weergegeven.

| Vrije training 1 | Pos | No | Coureur          | Constructeur       | Tijd     |
| ---------------- | --- | -- | ---------------- | ------------------ | -------- |
| Vrije training 1 | 1   | 44 | Lewis Hamilton   | Mercedes           | 1:27.487 |
| Vrije training 1 | 2   | 77 | Valtteri Bottas  | Mercedes           | 1:27.854 |
| Vrije training 1 | 3   | 5  | Sebastian Vettel | Ferrari            | 1:27.998 |
| Vrije training 1 | 4   | 3  | Daniel Ricciardo | Red Bull-TAG Heuer | 1:28.144 |
| Vrije training 1 | 5   | 7  | Kimi Räikkönen   | Ferrari            | 1:28.218 |
| Vrije training 2 | Pos | No | Coureur          | Constructeur       | Tijd     |
| Vrije training 2 | 1   | 5  | Sebastian Vettel | Ferrari            | 1:27.552 |
| Vrije training 2 | 2   | 44 | Lewis Hamilton   | Mercedes           | 1:27.739 |
| Vrije training 2 | 3   | 77 | Valtteri Bottas  | Mercedes           | 1:27.909 |
| Vrije training 2 | 4   | 7  | Kimi Räikkönen   | Ferrari            | 1:28.045 |
| Vrije training 2 | 5   | 3  | Daniel Ricciardo | Red Bull-TAG Heuer | 1:28.408 |
| Vrije training 3 | Pos | No | Coureur          | Constructeur       | Tijd     |
| Vrije training 3 | 1   | 44 | Lewis Hamilton   | Mercedes           | 1:26.722 |
| Vrije training 3 | 2   | 7  | Kimi Räikkönen   | Ferrari            | 1:26.815 |
| Vrije training 3 | 3   | 77 | Valtteri Bottas  | Mercedes           | 1:27.364 |
| Vrije training 3 | 4   | 5  | Sebastian Vettel | Ferrari            | 1:27.851 |
| Vrije training 3 | 5   | 33 | Max Verstappen   | Red Bull-TAG Heuer | 1:28.012 |

## Kwalificatie
Lewis Hamilton behaalde voor Mercedes zijn vierde pole position van het seizoen. De Ferrari-coureurs Sebastian Vettel en Kimi Räikkönen werden tweede en derde, voor de andere Mercedes-rijder Valtteri Bottas. De Red Bull-coureurs Max Verstappen en Daniel Ricciardo kwalificeerden zich als vijfde en zesde, voor het Haas-duo Kevin Magnussen en Romain Grosjean. De top 10 werd afgesloten door Sauber-coureur Charles Leclerc en Force India-rijder Esteban Ocon.
Toro Rosso-coureur Brendon Hartley kon geen tijd neerzetten omdat de ophanging van zijn auto in de derde vrije training afbrak, waardoor zijn auto te veel schade opliep om op tijd gerepareerd te kunnen worden. Williams-coureur Lance Stroll zette geen tijd neer nadat hij in het eerste deel van de kwalificatiesessie van de baan spinde. Nadat zijn teamgenoot Sergej Sirotkin ook van de baan spinde, besloot het team om de achtervleugels van de beide coureurs vervangen. Stroll en Sirotkin moeten hierdoor de race vanuit de pitstraat starten. Hartley moest na zijn crash enige motoronderdelen laten vervangen en start ook vanuit de pitstraat.

### Kwalificatie-uitslag
| Pos                 | No | Coureur           | Constructeur         | Q1        | Q2       | Q3       | Grid |
| ------------------- | -- | ----------------- | -------------------- | --------- | -------- | -------- | ---- |
| 1                   | 44 | Lewis Hamilton    | Mercedes             | 1:26.818  | 1:26.256 | 1:25.892 | 1    |
| 2                   | 5  | Sebastian Vettel  | Ferrari              | 1:26.585  | 1:26.372 | 1:25.936 | 2    |
| 3                   | 7  | Kimi Räikkönen    | Ferrari              | 1:27.549  | 1:26.483 | 1:25.990 | 3    |
| 4                   | 77 | Valtteri Bottas   | Mercedes             | 1:27.025  | 1:26.413 | 1:26.217 | 4    |
| 5                   | 33 | Max Verstappen    | Red Bull-TAG Heuer   | 1:27.309  | 1:27.013 | 1:26.602 | 5    |
| 6                   | 3  | Daniel Ricciardo  | Red Bull-TAG Heuer   | 1:27.979  | 1:27.369 | 1:27.099 | 6    |
| 7                   | 20 | Kevin Magnussen   | Haas-Ferrari         | 1:28.143  | 1:27.730 | 1:27.244 | 7    |
| 8                   | 8  | Romain Grosjean   | Haas-Ferrari         | 1:28.086  | 1:27.522 | 1:27.455 | 8    |
| 9                   | 16 | Charles Leclerc   | Sauber-Ferrari       | 1:27.962  | 1:27.790 | 1:27.879 | 9    |
| 10                  | 31 | Esteban Ocon      | Force India-Mercedes | 1:28.279  | 1:27.843 | 1:28.194 | 10   |
| 11                  | 27 | Nico Hülkenberg   | Renault              | 1:28.017  | 1:27.901 |          | 11   |
| 12                  | 11 | Sergio Pérez      | Force India-Mercedes | 1:28.210  | 1:27.928 |          | 12   |
| 13                  | 14 | Fernando Alonso   | McLaren-Renault      | 1:28.187  | 1:28.139 |          | 13   |
| 14                  | 10 | Pierre Gasly      | Toro Rosso-Honda     | 1:28.399  | 1:28.343 |          | 14   |
| 15                  | 9  | Marcus Ericsson   | Sauber-Ferrari       | 1:28.249  | 1:28.391 |          | 15   |
| 16                  | 55 | Carlos Sainz jr.  | Renault              | 1:28.456  |          |          | 16   |
| 17                  | 2  | Stoffel Vandoorne | McLaren-Renault      | 1:29.096  |          |          | 17   |
| 18                  | 35 | Sergej Sirotkin   | Williams-Mercedes    | 1:29.252  |          |          | Pit  |
| 107% tijd: 1:32.645 |    |                   |                      |           |          |          |      |
| 19                  | 18 | Lance Stroll      | Williams-Mercedes    | geen tijd |          |          | Pit  |
| 20                  | 28 | Brendon Hartley   | Toro Rosso-Honda     | geen tijd |          |          | Pit  |

## Wedstrijd
De race werd gewonnen door Sebastian Vettel, die zijn vierde zege van het seizoen behaalde. Lewis Hamilton werd tweede, nadat hij in de eerste ronde in de rondte werd getikt door Kimi Räikkönen en terug viel naar de laatste plaats. Räikkönen kreeg hiervoor een tijdstraf van tien seconden, maar wist ondanks dat toch derde te worden. Valtteri Bottas lag korte tijd aan de leiding, maar omdat andere coureurs op versere banden reden, werd hij ingehaald en finishte als vierde. Daniel Ricciardo finishte als vijfde. Renault-coureur Nico Hülkenberg eindigde op de zesde plaats, voor Esteban Ocon en McLaren-coureur Fernando Alonso. De top 10 werd afgesloten door Kevin Magnussen en Toro Rosso-coureur Pierre Gasly. Gasly kreeg later echter een tijdstraf van vijf seconden vanwege een botsing met Force India-rijder Sergio Pérez, waardoor hij vijf seconden tijdstraf kreeg. Het laatste punt ging hierdoor naar Pérez.

### Race-uitslag
| Pos. | No. | Coureur           | Constructeur         | Rondes | Tijd/Oorzaak uitval | Grid | Punten |
| ---- | --- | ----------------- | -------------------- | ------ | ------------------- | ---- | ------ |
| 1    | 5   | Sebastian Vettel  | Ferrari              | 52     | 1:27:29.784         | 2    | 25     |
| 2    | 44  | Lewis Hamilton    | Mercedes             | 52     | +2.264              | 1    | 18     |
| 3    | 7   | Kimi Räikkönen    | Ferrari              | 52     | +3.652              | 3    | 15     |
| 4    | 77  | Valtteri Bottas   | Mercedes             | 52     | +8.883              | 4    | 12     |
| 5    | 3   | Daniel Ricciardo  | Red Bull-TAG Heuer   | 52     | +9.500              | 6    | 10     |
| 6    | 27  | Nico Hülkenberg   | Renault              | 52     | +28.220             | 11   | 8      |
| 7    | 31  | Esteban Ocon      | Force India-Mercedes | 52     | +29.930             | 10   | 6      |
| 8    | 14  | Fernando Alonso   | McLaren-Renault      | 52     | +31.115             | 13   | 4      |
| 9    | 20  | Kevin Magnussen   | Haas-Ferrari         | 52     | +33.188             | 7    | 2      |
| 10   | 11  | Sergio Pérez      | Force India-Mercedes | 52     | +34.708             | 12   | 1      |
| 11   | 2   | Stoffel Vandoorne | McLaren-Renault      | 52     | +35.774             | 17   |        |
| 12   | 18  | Lance Stroll      | Williams-Mercedes    | 52     | +38.106             | Pit  |        |
| 13   | 10  | Pierre Gasly      | Toro Rosso-Honda     | 52     | +39.129             | 14   |        |
| 14   | 35  | Sergej Sirotkin   | Williams-Mercedes    | 52     | +48.113             | Pit  |        |
| 15   | 33  | Max Verstappen    | Red Bull-TAG Heuer   | 46     | Remmen              | 5    |        |
| DNF  | 8   | Romain Grosjean   | Haas-Ferrari         | 37     | Ongeluk             | 8    |        |
| DNF  | 55  | Carlos Sainz jr.  | Renault              | 37     | Ongeluk             | 16   |        |
| DNF  | 9   | Marcus Ericsson   | Sauber-Ferrari       | 31     | Ongeluk             | 15   |        |
| DNF  | 16  | Charles Leclerc   | Sauber-Ferrari       | 18     | Los wiel            | 9    |        |
| DNF  | 28  | Brendon Hartley   | Toro Rosso-Honda     | 1      | Motor               | Pit  |        |

## Bandengebruik
De coureurs mogen gebruik maken van hard, medium en soft

## Tussenstanden wereldkampioenschap
Betreft tussenstanden voor het wereldkampioenschap na afloop van de race.

### Coureurs
| Positie | No. | Rijder           | Team               | Punten |
| ------- | --- | ---------------- | ------------------ | ------ |
| 01      | 5   | Sebastian Vettel | Ferrari            | 171    |
| 02      | 44  | Lewis Hamilton   | Mercedes           | 163    |
| 03      | 7   | Kimi Räikkönen   | Ferrari            | 116    |
| 04      | 3   | Daniel Ricciardo | Red Bull-TAG Heuer | 106    |
| 05      | 77  | Valtteri Bottas  | Mercedes           | 104    |
| 06      | 33  | Max Verstappen   | Red Bull-TAG Heuer | 93     |
| 07      | 27  | Nico Hülkenberg  | Renault            | 42     |
| 08      | 14  | Fernando Alonso  | McLaren-Renault    | 40     |
| 09      | 20  | Kevin Magnussen  | Haas-Ferrari       | 39     |
| 10      | 55  | Carlos Sainz jr. | Renault            | 28     |

### Constructeurs
| Positie | Team                 | Punten |
| ------- | -------------------- | ------ |
| 01      | Ferrari              | 287    |
| 02      | Mercedes             | 267    |
| 03      | Red Bull-TAG Heuer   | 199    |
| 04      | Renault              | 70     |
| 05      | Haas-Ferrari         | 51     |
| 06      | Force India-Mercedes | 49     |
| 07      | McLaren-Renault      | 48     |
| 08      | Toro Rosso-Honda     | 19     |
| 09      | Sauber-Ferrari       | 16     |
| 10      | Williams-Mercedes    | 4      |